# Petrus Chrysologus
Petrus Chrysologus (grekiska: Ἅγιος Πέτρος ὁ Χρυσολόγος, Petros Chrysologos, ungefär: "han som talar gyllene ord"), född cirka 380 i Imola, död 31 juli 450 i Imola, var biskop av Ravenna från 433 till sin död. Han vördas som helgon inom Romersk-katolska kyrkan, och utnämndes till kyrkolärare av Benedictus XIII 1729. Hans helgondag firas den 30 juli.
Petrus Chrysologus skrev förklaringar till bland annat apostoliska trosbekännelsen och inkarnationen.